# Niolamia argentina
Ніоламія аргентинська (Niolamia argentina) — єдиний вид черепах вимерлого роду Niolamia родини міоланії. Мешкала на території сучасної Південної Америки. Подібно до своїх родичів, ніоламія була броньованою наземною черепахою, голову якої покривали великі рогоподібні луски.

## Опис
Загальна довжина карапаксу цієї черепахи сягала 2 м. Голова була велика та широка зі слабковираженими виростами та шипами, які, ймовірно, служили для відбиття ворогів. На вершині були два великі роги. Мала великий дзьоб, який не був наділений зубами. Ця черепаха мала видовжений та масивний панцир. Хвіст був доволі товстий та довгий.

## Спосіб життя
Полюбляла сухі відкриті місцини. завдяки міцним та потужним лапам могла долати значні відстані у пошуках їжі. Живилася лише травою, перевагу віддавали папороті.
Стосовно часу та кількості відкладання яєць немає повних відомостей.